# Bruno Joncour
Pour les articles homonymes, voir Joncour.
 (mars 2022).
Si vous disposez d'ouvrages ou d'articles de référence ou si vous connaissez des sites web de qualité traitant du thème abordé ici, merci de compléter l'article en donnant les références utiles à sa vérifiabilité et en les liant à la section « Notes et références ».
 (mars 2022).
Bruno Joncour, né le 25 novembre 1953 à Bizerte (Tunisie), est un homme politique français, membre du MoDem. Maire de Saint-Brieuc (Côtes-d'Armor) de 2001 à 2017, il est ensuite député des Côtes-d'Armor dans la première circonscription de 2017 à 2022.

## Biographie
Candidat aux élections municipales en 1971 et 1977, Bruno Joncour est élu sur la liste de l’avocat Jean-Pierre Morin en 1983.
Après un échec aux élections cantonales de 1983, il se présente à nouveau dans le canton de Saint-Brieuc-Ouest en 1985 (à la faveur d’une refonte du système électoral). Il parvient à gagner face à Yves Dollo, député, première adjoint de Saint-Brieuc et conseiller général sortant en 1985.
Se professionnalisant dans la vie politique, Bruno Joncour arrive à obtenir une place éligible lors des élections régionales de 1986 dans un contexte où la droite est majoritaire en Bretagne. Il est réélu en 1992, 1998 et 2004. 
Bruno Joncour est candidat aux élections législatives dès 1986, trahissant ainsi son mentor en politique, Jean-Pierre Morin, et son parti politique, le RPR, pour figurer sur la liste UDF. Il perd à nouveau en 1988. 
Évincé dans le cadre d’un accord RPR/UDF des élections législatives de 1993, Bruno Joncour voit la victoire de son rival du RPR Christian Daniel. 
Contraint de laisser la tête de liste à Christian Daniel en 1995, Bruno Joncour est malgré tout réélu en 1995 aux élections municipales. 
Bénéficiant du retrait de la vie politique de Christian Daniel en 2001 et alors qu’il a perdu les élections cantonales en 1998 face à Michel Brémont, Bruno Joncour arrive à s’imposer comme tête de liste en 2001. 
Dans un contexte de profondes divisions internes de la majorité de gauche sortante, Bruno Joncour parvient à virer en tête aux municipales de 2001.
Son élection est alors qualifiée d’accident par les commentateurs de la vie politique locale.
Le 9 mars 2008, il recueille au premier tour 44,71 % des voix contre 40,12 % pour la socialiste Danielle Bousquet. Pendant l’entre-deux-tours, lors du débat du 12 mars au Campus Mazier, il rappelle que son adversaire est déjà députée et qu’elle a un an auparavant signé le pacte de non-cumul des mandats. La liste de Bruno Joncour l’emporte avec 54,28 % des voix le 16 mars.
Candidat du MoDem aux élections sénatoriales de septembre 2008, il obtient 23,61 % des suffrages.
Alors que Bruno Joncour est le seul Maire MoDem de France à diriger une ville préfecture, il ne parvient pas à s’imposer comme tête de liste dans la région  grand Ouest (Bretagne, Pays de la Loire, Poitou-Charentes). Il accepte néanmoins la seconde place. Le score de 8,48 % des suffrages est très en deçà de ses espérances. Seule Sylvie Goulard est élue.
Le 29 juillet 2009, il devient membre du Bureau exécutif national du MoDem.
En 2010, il est tête de liste MoDem en vue des élections régionales en Bretagne. Sa liste ne recueille que 5,36 % des suffrages. La liste Bretagne au Centre ne peut donc participer au second tour sans fusionner ; il se retire de l’élection sans donner de consigne de vote.
À nouveau candidat aux élections municipales en 2014, il frôle l'élection au premier tour avec 49,40 % des voix. Il remporte le second tour avec 54,97 % des voix alors qu'il est confronté à une triangulaire avec la gauche (26,61 % au 1er tour; 32,99 % au 2d tour) et le FN (11,28 % au 1er tour; 12,02 % au 2d tour). Cette victoire, consolidée par les résultats dans les autres communes de l'agglomération briochine, lui permet de prendre également la tête de Saint-Brieuc Agglomération.
Bruno Joncour fait trois mandats comme ses deux prédécesseurs Claude Saunier et Yves Le Foll.
Lors de ses mandats de Maire, Bruno Joncour bénéficie de la politique de l’ANRU pour réhabiliter les quartiers populaires. Bruno Joncour est le père de la ligne de Transports Est Ouest avec Michel Lesage, visant à urbaniser l’Ouest de la Saint-Brieuc et Ploufragan qui sont alors des champs et des terres naturelles. Il favorise également l’extension des surfaces commerciales (notamment à Langueux) et tertiaires (en particulier à Plérin avec le départ des cliniques briochines) ainsi que l’étalement urbain à travers un habitat diffus. Au cours de cette période, malgré l’implantation d’un centre commercial en centre-ville, la vacance commerciale explose pour atteindre 40%. La vacance de logements en centre-ville explose également pour atteindre près de 2 000 logements vides[réf. nécessaire].
Le 21 juillet 2014, il annonce sa candidature pour les élections sénatoriales du 28 septembre suivant. Ainsi, il mène la Liste de Rassemblement au service des Territoires composée d'élus « reconnus et engagés dans leurs territoires respectifs et à l'image des grands électeurs ». Il perd à nouveau les élections sénatoriales.
Après avoir soutenu Alain Juppé et François Fillon, Bruno Joncour se porte candidat aux législatives en mai 2017, (Modem & La République en marche !) quelques jours après avoir annoncé son soutien à Emmanuel Macron et s’être assuré son investiture. Le 18 juin 2017 au deuxième tour, il l'emporte avec 60,06 % des voix et est élu député des Côtes-d'Armor face à Michel Lesage, ancien député PS.
Contraint par la loi sur le non cumul des mandats, il démissionne de son mandat de Maire de Saint-Brieuc et de président de Saint-Brieuc Armor Agglomération.
Sa première adjointe, Marie-Claire Diouron, lui succède à la tête de la mairie et de l’agglomération en juillet 2017.
En septembre 2019, Marie-Claire Diouron annonce soutenir la candidature de Corentin Poilbout, son directeur de cabinet qui fut élu en 2014 sur sa liste. Voulant se présenter aux élections municipales en 2020 pour défendre « son bilan » et récupérer « son mandat de Maire », Bruno Joncour annonce créer une liste avec le soutien de la quasi-totalité des conseillers municipaux sortants et d’Alain Cadec, président LR du conseil départemental. Bruno Joncour renonce finalement à conduire la liste mais figure en bonne position ainsi que sur tous les documents électoraux.
La liste qu’il inspire et soutient échoue malgré ses appuis et termine à 21% des voix soit 28 points de moins que sa liste de 2014 au premier tour. Sa liste est talonnée par celle de Corentin Poilbout (20%). Au second tour, alors que les deux listes parviennent à s’entendre pour fusionner, Bruno Joncour refusa d’apporter son soutien à l’ensemble de la liste.
Le 6 mai 2022, il déclare par voie de communiqué ne pas briguer de second mandat aux élections législatives du mois suivant. Il y annonce soutenir le maire d'Hillion Mickaël Cosson, qui sera élu au second tour avec 52,39 % des voix.

## Mandats
- 18 mars 2001 - 11 juillet 2017 : maire de Saint-Brieuc, réélu le 16 mars 2008, réélu le 30 mars 2014
- 1986 - 21 mars 2010 : conseiller régional de Bretagne
- 1985 - 1998 : conseiller général des Côtes-d'Armor
- Membre de la Commission nationale de la Coopération décentralisée, au titre de l'Association des maires de France
- Président de la Communauté d'agglomération de Saint-Brieuc devenue en 2009 Saint-Brieuc Agglomération (2001-2008 et 2014-2017)
- 2017-2022 : Député de la première circonscription des Côtes-d'Armor (MoDem, majorité présidentielle)